# Taastrup Nykirke
Taastrup Nykirke fra 1907 er bygget i en klassisk norditaliensk stil, og kirken har indvendigt en hel unik udsmykning i en gennemført skønvirkestil. Kirkens udsmykning er et tidstypisk billede af skønvirkekunsten, da den var på det højeste. Kirken fremstår i dag med næsten hele sin oprindelige udsmykning.

## Kirkens arkitektur
Taastrup Nykirke blev tegnet af arkitekt Holger Jacobsen (1876-1960). At hovedindgangen er placeret mod øst og koret mod vest, skyldes vejens forløb. Holger Jacobsen ville gerne have, at indgangen vendte ud mod Jernbane Allé for at byde menigheden velkommen.
Tårnet er placeret selvstændigt syd for skibets østende. Det skyldes inspiration fra italienske campaniler. Kirkens første arkitekt Ludvig Clausen (1851-1904) nævner selv, at San Ferno Maggio i Verona har været forbilledet for kirkebyggeriet i Taastrup. Arkitekt Ludvig Clausen når ikke at afslutte projektet, da han dør allerede i 1904. Han bliver afløst af arkitekt Fritz Koch (1857-1905), som også dør tidligt. Derefter overtager Holger Jacobsen opgaven. Han var Ludvig Clausens svigersøn, og han føler sig godt inde i den norditalienske stil.

## Kirkens udsmykning
Kunstmaler C.N. Overgaard (1851-1929), som blandt andet  var kendt for sine arbejder på Frederiksborg Slot og i Marmorkirken, var et af de mange bysbørn, som siden 1902 havde været engageret i kirkeprojektet. Han fik derfor næsten frie hænder, og derfor kunne  han udfolde sig ud i skønvirkekunsten. Helt frem til 1918 udførte C.N. Overgaard løbende udsmykningsarbejder i kirken. Han er mesteren bag udsmykningen af det hvælvede kor- og skibsloft, glasmalerierne, bænkene, pulpiturerne, gelænderet, altertavlen, alteret, krucifikset og den oprindelige alterdug. Desuden skænkede C.N. Overgaard kirken kirkeskibet “Betania” og de tre glasmalerier “Den gode hyrde” sammen med Fabrikant Hugo Dorph og købmand Joh. F. Hansen.
C.N. Overgaard, der boede på gården Stenhøj på hjørnet af Roskildevej og Taastrup Hovedgade (er revet ned), var et aktivt medlem af menighedsrådet og kirkeværge.
Det tøndehvælvede træloft er dekoreret med en vegetativ udsmykning og en lammefrise af C.N. Overgaard. Tøndehvælvingens dekoration er formodentlig inspireret af lammefriser fra mosaikudsmykninger i Ravenna, og udsmykningen i San Apollinare in Classes apsis eller i San Clemente i Rom. Oprindelig var kirken tænkt uden sidepulpiturer, men da pengene var små, blev kirken mindre end beregnet, og arkitekt Holger Jacobsen tilføjede de to sidepulpiturer, så kirken kunne rumme op til 300.
Prædikestolen og koret var oprindelig på samme højde, men på grund af problemer med udsynet fra pulpiturerne hævede arkitekten koret markant, så alle kunne se. Døbefonten blev placeret på gulvet foran prædikestolen. På alteret stod oprindelig et krucifiks af C.N. Overgaard, men det blev flyttet i 1915, og er nu placeret over korbuen. I 1915 tegnede han en altertavle, der blev skåret af billedskærer N.  Hansen og malet af ham selv. Altertavlen hænger nu på skibets nordvæg ved vestindgangen. De to figurer, “Peter med nøglerne” og “Paulus med sværdet” på pulpituret, er skåret af billedhugger Charles Lindstrøm (1867-1938). Døbefonten er udført af stenhuggerne Hans og Jørgen Larsen, som også har udført vestportalens tympanon “Veronikas svededug”.
Mellem tårnet og skibets sydmur er opført en korridor, der fungerer som våbenhus med indgang til kirken og menighedslokalerne. Her er ophængt et forarbejde i fuld størrelse (karton) til et glasmaleri udført af kunstmaler C.N. Overgaard i 1906. Motivet er “Den fortabte søn”, og glasmaleriet var tænkt som en gave fra Jakob A. Riis til Ribe Domkirke, men forslaget blev her afvist, fordi ruden ikke var "romansk" nok.

## Historie
Omkring 1900 kom der en stor befolkningstilvækst omkring Taastrup Stationsby. Det skyldes den nye jernbanestation i Taastrup. Byens borgere begynder at efterspørge en kirke i nærområdet, så de kunne undgå at gå helt til Høje Taastrups kirke, der ligger ca. 2,5 km væk. Kunstmaler C.N. Overgaard fremlægger tegninger til en kirke den 8. marts 1902 på et repræsentantskabsmøde i Kommunalforeningen. Mødet blev afholdt på Taastrup Nykro. Forslaget blev vedtaget, og en komité blev nedsat til at gennemføre projektet..

### Grundstendokumentet
”De 18. Juni  1906, i Kong Frederik VIII første Regeringsaar. Da dr. phil. og theol. Th. Skat Rørdam var Biskop over Sjællands Stift, Sognepræsten i Ballerup I. C. Koch, Provst for Smørum og Sokkelund Herreder og Provst I. C. Sørensen, Sognepræst for Høje Taastrup Sogn, blev Grundstenen til denne Kirke nedlagt. Henimod Slutningen af det 19. Aarhundrede var der hos Beboerne i den østlige Del af Høje Taastrup Sogn opstaaet Ønske om at faa opført en Kirke i denne Del af Sognet.
Dette Ønske voksede i Styrke efterhaanden som Antallet af Beboere tiltog og da der saa i det sidste Decennium (årti) af Aarhundredet blev bygget saa meget ved Taastrup St., at der opstod en Købstadslignende By med en Befolkning af ca. 800 Mennesker, blev der ved indeværende Aarhundredets Begyndelse for Alvor taget fat paa Arbejdet for at erholde denne Kirke.
Kommunalbestyrelsen (må være: Kommunalforeningen) valgte en Komite til at virke for Opnaaelsen af dette Ønske og denne Komite kom til at bestå af
Købm. Joh. F. Hansen, Kgl. Kapelmusikus L. Hegner, Viceskoleinspektør S. Jacobsen, Murermester L. Laugesen, Kunstmaler C. N. Overgaard, alle af Taastrup Stationsby.
Denne Komite anmodede derefter Sognepræsten om at tiltræde som Formand.
Der blev derefter sat en indsamling af Pengebidrag til Kirkens Opførelse i Gang, blandt Beboerne i Taastrup Stationsby, Klovtofte og Taastrup-Valby, hvorved der fra 220 Bidragydere blev givet Tilsagn om ca. 10.000 Kr. at udbetale dels en Gang for alle og dels med 1/5 aarligt i 5 Aar.
Samtidig dermed skænkede Proprietær C. L. Ibsen en Byggegrund paa 10.000 Alen af den til ”Lykkensgave” hørende Jord og en ”unævnt” skænkede 10.000 Kr. til Kirkens indre Udstyrelse, hvorved Sagen fik et mægtigt Stød fremad.
I 1902 indgik Komiteen så til Kirkeministeriet med Andragende om Understøttelse af Statskassen til Foretagendets Gennemførelse og i Rigsdagsforsamlingen 1905 – 06 blev der bevilget 18.500 Kr. af Staten til Foretagendets Realisation.
Et Udkast til Kirkebygningen var allerede fra Begyndelsen af udarbejdet af Arkitekt Clausen; på dette arbejdedes derefter videre af Arkitekt Frits Koch efter Clausens Død, og da han også døde, fortsatte og fuldførtes tegningen til Kirken af Arkitekt Holger Jacobsen.
De fuldførte Tegninger blev approberet af Ministeriet og Opførelsen af Kirken blev derefter udbudt i Licitation og ved denne overdraget til Murermester Laugesen som Entreprenør, der med Tømrer H. Hansen og Snedker L. Hansen overtog Kirkens Opførelse under Arkitekt Holger Jacobsens Tilsyn og Ledelse.
Foretagendet har været kronet med held indtil denne dag, da grundstenen nedlægges i den treenige Guds navn, og vor fortrøstning står til. At herrens velsignelse vil hvile over arbejdet til værkets fuldbringelse og at det mål, der har været tilsigtet ved det foretagende, må nås og blive kirkedistriktet til velsignelse. Guds rige i befolkningen til fremgang og hans navn til ære.

## Taastrup Nykirkes navn
Oprindeligthed hed kirken Taastrup Kirke og var det officielle navn, men det blev snart almindeligt, at kalde den Taastrup Nykirke, men det er aldrig officielt blevet stadfæstet. Kirkens navneskift er nævnt på den nye kirkeklokke fra 1923, hvor man omsmeltede den lille klokke til en stor klokke, som bærer følgende tekst: De Smithske Støberier i Aalborg til Taastrup Kirke støbtes jeg i 1907 og omstøbtes og blev gjort større til Taastrup Nykirke år 1923.

## Kirken udvides med mødelokaler og kontorer
I 1985 blev kirkens nye bygninger taget i brug. Arkitekt Tyge Arnfeld var den ledende arkitekt bag udvidelsen. Kirkens sydvæg og tårn indgår på en spændende måde i murværket. Tilbygningerne rummer kirketjenerkontor, køkken, undervisnings- og mødelokaler, depotrum samt toiletter. Det lyse gangareal omkring atriumgården bliver bl.a. brugt til udstillinger.

## Genforeningsstenen
Stenen på Kirkevej er til minde om Sønderjyllands genforening med Danmark i 1920. Stenen blev afsløret den 25. december 1920 af krigsinvalid arbejdsmand Niels Rasmussen fra Taastrup. Stenen er lavet efter en tegning af arkitekt Holger Jacobsen. Billedhugger Hansen-Glem, Roskilde, indhuggede Sønderjyllands og kongerigets våbenskjolde under en krone. Stenen blev skænket af den daværende landbrugsminister, senere statsminister, godsejer Madsen-Mygdal, Edelgave i Smørum.

## Galleri
- Taastrup Nykirke
- Den Gode Hyrde
- Den Gode Hyrde - får 1
- Den Gode Hyrde - får 2
- Alteret
- På alteret - Jesus menneskets frelser
- Korets dekoration
- Den Sejrende Jesus
- Korbuen med engle
- Keruber på korvæg
- Gelænder
- Døbefond
- Kors over indgang til apsis
- "Paulus med sværdet" af Charles Lindstrøm
- "Peter med nøglerne" af Charles Lindstrøm
- Skibets loft
- Dekoration med lam
- Dekoration Jesus Menneskets Frelser og slyngende planter
- Pulpitur/balkon
- Søjle med dekoration
- Flisemønster i skib
- Kirkeskibet "Betania"
- Gl. altertavle
- Karton "Den fortabte søn". Udkast til Ribe Domkirke
- Indsamlingsbøsse
- Kunstværk i opgang
- Kirkegården
- "Korset" af Erik Heide
- Taastrup Nykirkes Kapel
- "Alfa og Omega" på kapeldør

## Kirkegården
Kirkegården blev taget i brug i 1909. Arkitekt Holger Jacobsen havde tegnet et oplæg til et kirkegårdsanlæg, hvor gangene udgik fra en cirkel. Men det blev forkastet, og  man anlagde i stedet for lige hovedgange. Kirkegården er siden blev udvidet flere gange. I 1960’erne fik kirkegården en sådan udstrækning, at den når fra Kirkevej i syd til Ingemannsvej i nord.
I 1967 bliver der opført et kapel tegnet af arkitekt Harald Huulbæk Andersen (1910-1983). Det afløste det, som var indrettet i bunden af kirketårnet. Kapellet  blev renoveret i 1997, og i den forbindelse skabte Erik Heide korset på taget og de to dørhåndtag i bronze med det kristne symbol “alfa og omega”.
Den hidtil seneste udvidelse sker i 1997, hvor kirken erhverver en strækning langs Taastrup Hovedgade. Området blev udlagt dels til græs-urnegrave, hvor der er mulighed for en mindeplade på den enkelte grav,  og dels som en anonym urnefællesgrav.
Der blev også etableret flere parkeringspladser i den del af området, der ligger ud til Taastrup Hovedgade.
I kirkegårdens hjørne i nordvest ud mod Grundvigtsvej og Ingemannsvej er der en cirkulær urnehave. Den er fra 1980’erne og er et brud med kirkegårdens øvrige rette linjer, men den passer alligevel godt ind i helheden.
Langs hegnet ud til Grundtvigsvej har man oprettet et lapidarium (lapis = sten). Her sætter kirkegården gravsten, som kunne være interessante for nutiden - men også for eftertiden.
Taastrup Nykirke og kirkegården har i dag et omfang på 55.000 m2. På kirkegården er der mange forskellige typer grave: Anonyme urnegrave, urnegravsteder, kistegravsteder og familiegravsteder.

## Kunsten på urnefællesgraven
Billedhugger Erik Heide (1934-) udførte i 1997 to skulpturer i svensk granit, en såkaldt diabas.
Den ene kaldes “Fuglen”, men har officielt ingen titel som andre af Erik Heides skulpturer. Den består af en rødbrun fugl i støbejern, med opslåede vinger. Den sidder på en todelt sten af sort svensk granit, som  er en diabas.
Den anden skulptur “korset” er også lavet i sort svensk granit. Den er delt på langs og på tværs, så det tilsammen danner et kors, som solen kan skinne igennem og derved, som et solur, danne skygge af korset på græsset.

## Interessante grave
C.N. Overgaards gravsted. Et af de meget store famliegravsteder på kirkegården er kunstmaler C.N. Overgaards (1851-1929) familiegravsted. Han var kunstneren der udsmykkede kirkens indre med skønvirkekunst. Overgaard har selv tegnet gravstenen, som også er i ren skønvirke stil.
Ludvig Hegners gravsten. Gravstenen fremstår i gotisk stil. Kontrabasspiller, kapelmusicus og komponist Ludvig Hegner (1851-1923) var Taastrup Nykirkes første organist. Som en gave til kirken ved indvielsen i 1907, ville han spille gratis i de næste syv år.
Helmuth Neumanns gravsten. Helmuth Neumann (1911-1944) var en frihedskæmper fra Taastrup. Han blev skudt af tyskerne, da han forsøgte at hjælpe politiet med at flygte den 19. september 1944 fra Amalienborg Slot. På hans gravsten står følgende tekst: “Ingen kender dagen før solen gaar ned”.
Anders Bjørn Storgaards gravsten. Konstabel Anders Bjørn Storgaard (1986-2008) fra Den Kongelige Livgarde blev dræbt i kamp da en nedgravet, improviseret sprængladning eksploderede. På gravstenen står der følgende tekst: “Faldet i kamp for freden i Helmand, Afghanistan”.

## Eksterne kilder og henvisninger
- Wikimedia Commons har flere filer relateret til Taastrup Nykirke
- Tåstrup Nykirke Arkiveret 31. januar 2011 hos  Wayback Machine hos nordenskirker.dk
- Tåstrup Nykirke hos KortTilKirken.dk
- Taastrup Nykirke
- http://www.cnovergaard.dk Arkiveret 20. oktober 2020 hos  Wayback Machine

55°39′13″N 12°18′15″Ø / 55.65371°N 12.30428°Ø